# Kasteel van Dokter Heylen
Het Kasteel van Dokter Heylen of Kasteel Groenhoek, is een Belgisch herenhuis in de Schoolstraat 20 in Itegem, een deelgemeente van Heist-op-den-Berg. Het huis is gebouwd in de stijl van het neoclassicisme en dateert van 1853. In 2005 werd het domein en de woning beschermd als monument en in de periode van 2019 tot 2023 onderging het een grondige restauratie.

## Geschiedenis

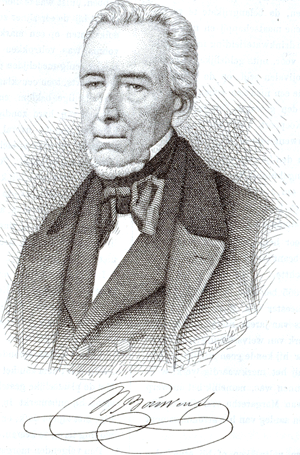
Franciscus-Joannes Bouwens (1800-1865), stadsbouwmeester van Mechelen en ontwerper van het Kasteel van Josephus Heylen.

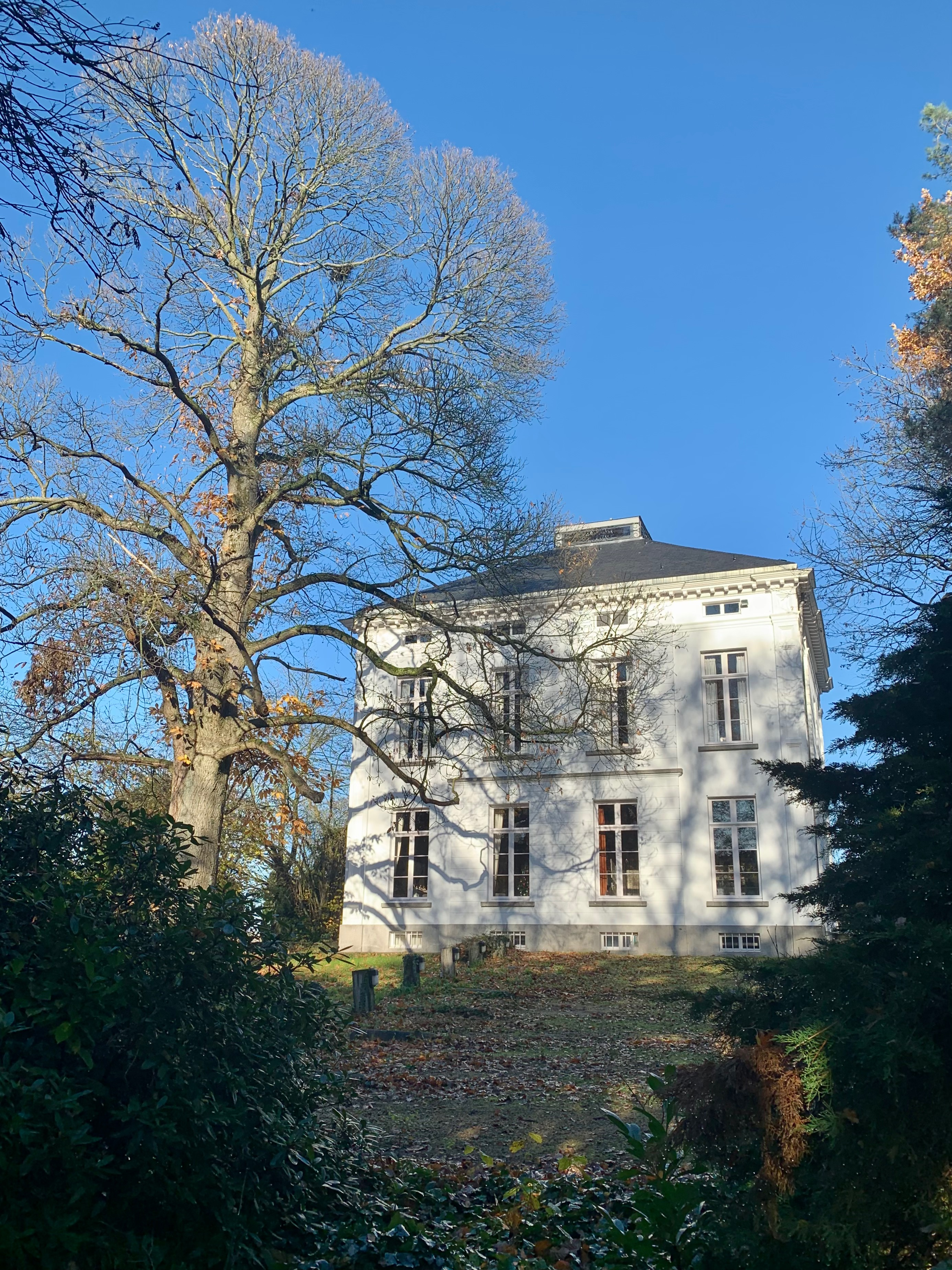
Het Kasteel van Dokter Heylen, alias Kasteel Groenhoek, in december 2022.

In 1848 huwden Josephus Heylen (1822-1896) en Lucia Rombauts (1829-1892), beiden afkomstig uit welgestelde families van aanzien. Hierdoor bezaten Josephus en Lucia veel gronden in de regio van Heist-op-den-Berg waarmee ze konden rentenieren. Omstreeks 1850 werden een aantal percelen van zijn ouders in de huidige Schoolstraat samengevoegd om er een statig neoclassicistisch herenhuis op te bouwen. Een aantal aangrenzende gronden werden eveneens opgekocht om het kasteeldomein uit te breiden en het langs de achterkant te voorzien van stallen en een koetsierswoning. Zo ontstond een domein van vijf hectaren groot. Een voetweg vanuit de Heksestraat naar de kerk die over het perceel liep werd afgebogen omwille van het nieuwe gevormde domein.
Het huis werd ontworpen en gebouwd door Franciscus-Joannes Bouwens (1800-1865) die stadsbouwmeester van Mechelen was in de periode van 1831 tot 1865. Naast zijn voornamelijk neoclassicistische verwezenlijkingen in de stad ontwierp hij ettelijke buitengoederen, zoals het kasteel van de familie Heylen. De werken werden voltooid omstreeks Kerstmis van 1853 waarna het jonge gezin er samen met hun dienstmeiden introk op 21 december. Rondom het kasteel liep een diepe gracht die langs de achterzijde van het huis uitmondde in een grote serpentinevijver, voorzien van idyllische bruggetjes. Diverse monumentale bomen en struikgewassen vormden de omheining van het domein waardoor een Engelse hortus conclusus tuin ontstond. Er werd een private weg aangelegd vanuit de Kerkstraat richting de achterkant van het kasteeldomein zodat de koetsier ook langs daar een intrede kon maken. Aan de straatzijde werd omstreeks 1900 een gloriëtte gebouwd naast de toegangspoort van het domein.
Oorspronkelijk kwam het kasteeldomein tot aan de huidige parochiezaal en strekte het in de diepte uit tot aan de Heksestraat, waardoor de huidige Rozenstraat volledig toebehoorde aan de achtertuin. Na het overlijden van dokter Charles Heylen in 1962 werden veel gronden verkaveld en verkocht, wat aanleiding gaf tot het bouwen van de Itegemse tuinwijk in de jaren '70. Door de krimp in oppervlakte werden de stallen en de koetsierswoning afgebroken. In 1971 werd het overwoekerd en verlaten domein opgekocht door dokter Jacques Degeyter (1929-2001) en diens echtgenote, waarna het huis weerom de functie van dokterswoonst vervulde. Thans bewoont Degeyters' familie het kasteel nog steeds. In 2005 werd het huis en de volledige tuin als monument beschermd door het Vlaams Instituut Onroerend Erfgoed (VIOE) omwille van de grote erfgoedwaarde van zowel het gebouw als de site. Van 2019 tot 2023 onderging het kasteel een restauratie met oog op het historische karakter en duurzaamheid, waarbij onder andere de bepleisterde gevels en het dak hersteld werden. Naast het opwaarderen van de aanwezige erfgoedelementen werd de oude aanbouw uit de jaren '30 vernieuwd en werd een kleurenonderzoek uitgevoerd door Patrimoon.

### Etymologie
Het kasteel staat zowel gekend als het Kasteel van Dokter Heylen en als Kasteel Groenhoek. De eerste benaming is vanzelfsprekend aangezien het huis de functie van dokterswoning vervulde in de periode van 1896 tot 1911 onder dokter Raphaël Heylen en later van 1930 tot 1962 onder dokter Charles Heylen. Itegemnaren noemen het huis nog steeds het Kasteel van Dokter Heyleke, naar de bijnaam van Charles. De tweede benaming slaat op de plaatsnaam Groenhoek die toegekend was aan de percelen in de huidige Rozenstraat en Heksestraat waarop het kasteel gebouwd werd. Groenhoek is eveneens een Itegems gehucht dat vlak bij het oude kasteeldomein ligt waar de familie Heylen ook gronden en hoeves hadden.

### Archeologisch verleden van de site
In 1956 werd bij de bouw van het huis op het perceel van Schoolstraat 9 aan de overkant van het kasteeldomein een zeldzame tiende-eeuwse waterput aangetroffen door heemkundige Emiel Buts. Daarom is het zeer aannemelijk dat in de buurt van de vondst andere nederzettingen waren die tot op heden nog niet ontdekt zijn. De waterput wordt bewaard in het Heistse Heemmuseum Die Swane. Daarnaast zou volgens Itegems heemkundige Leo Buts er mogelijks ook in de regio rondom het kasteeldomein een peirtskerkhof geweest zijn, dat gebruikt werd als een ad hoc begraafplaats in periodes van oversterfte tijdens (pest)epidemieën. Die kwamen geregeld voor in Itegem tijdens het ancien régime. In die tijd lag het centrum van het dorp meer naar het Oosten richting de Nete, waardoor het mogelijke kerkhof buiten de dorpskern zou gelegen hebben.

## Familie Heylen

### Eerste generatie
Josephus Heylen (1822-1896) was een rentenier die een vijftigtal gronden bezat in Itegem en de omliggende buurgemeenten. Het waren stukken bos, weides, ettelijke grote huizen en hoeves die hij verpachtte, waardoor hij tot de Itegemse elite van grootgrondbezitters behoorde. Lucia Rombauts was evenzeer van goede komaf: haar oom was koster en gemeentesecretaris. Haar broer Karel (1834-1901) was de vader van Jan-Baptist Rombauts (1867-1949), die gedurende lange tijd volksvertegenwoordiger en burgemeester van Herentals was. Neef Leander Peeters-Rombauts (1872-1947) was een belangrijk aannemer te Antwerpen, en was een intimus van de musicus Lodewijk Ontrop. Josephus en Lucia werden op het kerkhof van Itegem begraven in een grafmonument dat een eeuwige concessie geniet. Het is het grootste graf op de begraafplaats en is tevens funerair erfgoed. Het paar kreeg drie zonen.

### Tweede generatie
De eerste zoon, dokter Charles Heylen (1851-1921) werd geneesheer en verhuisde in 1876 vlak na zijn studies naar Niel waar hij het beroep van arts uitoefende. Uit een consultatieboek van de Heistse dokter Medardus Brems blijkt dat Charles expertise gegeerd werd voor het uitvoeren van operaties: hij kwam speciaal uit Niel naar Heist-op-den-Berg om dokter Brems te assisteren. Ook met zijn jongere broer Raphaël, die tevens dokter was, voerde hij operaties uit. Charles' dochter Marie huwde met de broer van de priester musicus Jules Van Nuffel.
De tweede zoon, Ovide Heylen (1854-1930), studeerde af als ingenieur. Hij woonde enige tijd in Saint-Antonin-Noble-Val, Brussel en Herentals. Hij was directeur van de Poudreries Réunies de Belgique, een grote munitiefabrikant. Na het overlijden van zijn jongere broer dokter Raphaël Heylen in 1911 woonde hij in het kasteel tot aan zijn dood, waarna zijn zoon Charles er zich vestigde.
De derde en laatste zoon, dokter Raphaël Heylen (1856-1911), studeerde aan de universiteiten van Leuven en Brussel. In augustus 1880 behaalde hij zijn diploma geneeskunde en vestigde zich in Antwerpen als dokter. Later dat jaar werd hij tot geneesheer benoemd voor de Comissie van Openbare Onderstand. Hij was tevens verbonden aan de Stuivenberggasthuis waar hij in 1888 promoveerde tot geneesheer-diensthoofd. Hij huwde in 1892 te Antwerpen met Julienne Bartholomé maar het huwelijk eindigde kinderloos na een echtscheiding in 1897. Echter werd hij wel peetvader van zijn gelijknamige neefje Raphaël die ook dokter werd en een van de vier zonen van zijn broer Ovide was.
In juli 1891 vertrok Raphaël Heylen samen met Julienne Bartholomé en haar zoon naar New York met de S.S. La Champagne (1885-1915) vanuit le Havre. Ze hadden  zeventien stukken bagage bij en wilden mogelijks met hun inboedel naar de Verenigde Staten verhuizen om er carrière te maken. In april 1892 bezocht Raphaël kortelings Frankrijk en na zijn terugkeer in Antwerpen werd hij vanaf 1893 gedurende drie jaar aangeworven in de Onafhankelijke Congostaat als geneesheer en ging mee op expeditie. Na afloop van zijn dienst in Congo in 1896 vestigde hij zich in het kasteel in de Schoolstraat, waardoor het voor de eerste keer een dokterswoning werd. Raphaël werd gemeenteraadslid van Itegem van 1904 tot aan zijn dood in 1911.

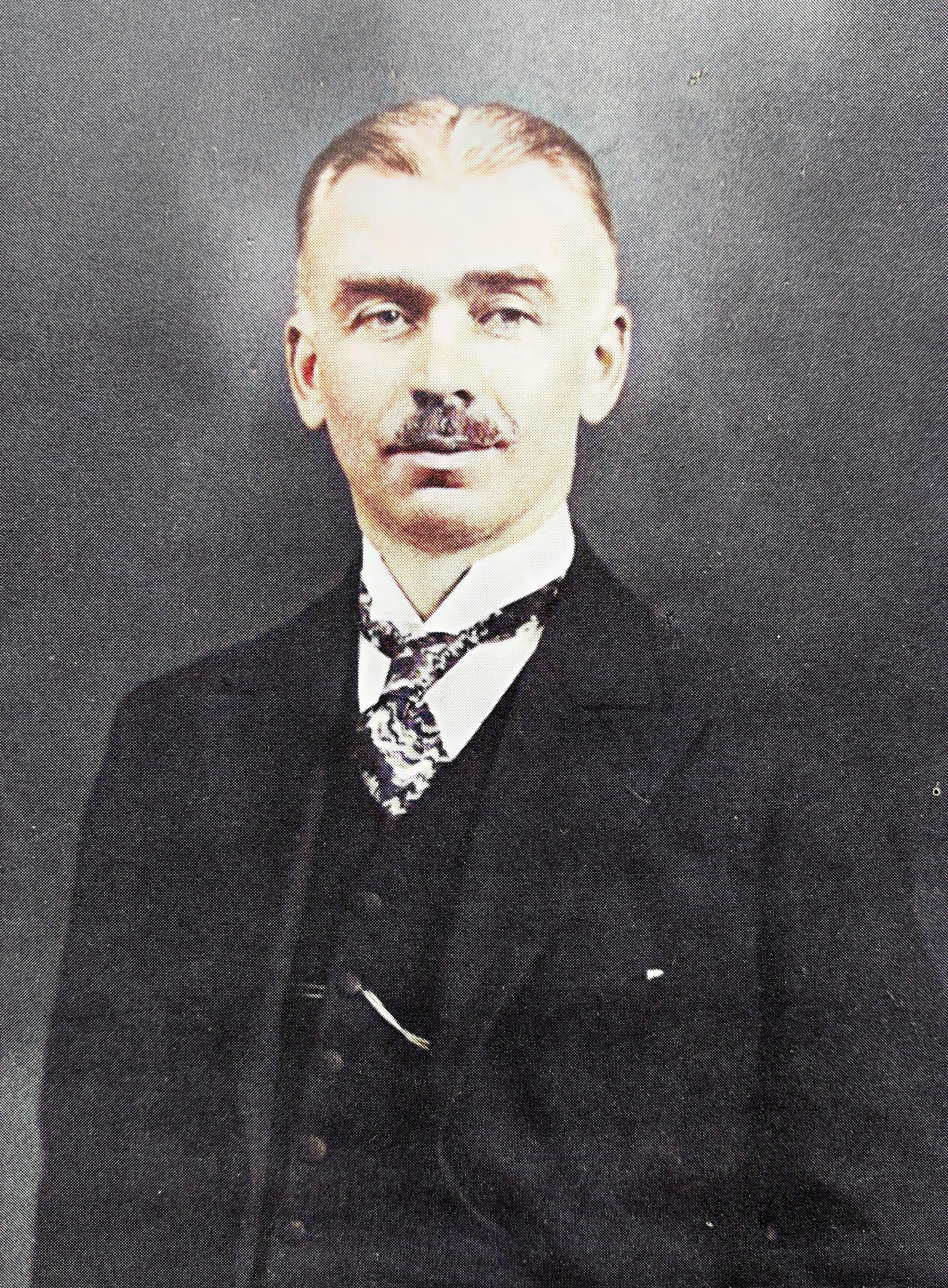
Dokter Charles Heylen (1894-1962) omstreeks 1925. Burgemeester van Itegem van 1947 tot 1952.

### Derde generatie
De laatste Heylen die het kasteel bewoonde was Charles Heylen (1894-1962), beter gekend als Dokter Heyleke, een van de vier zonen van Ovide. Hij studeerde in 1919 als geneesheer af te Leuven, nadat hij zijn studies noodgedwongen moest onderbreken door de Eerste Wereldoorlog. Hij werd onderofficier aan het front, vocht tijdens de Tweede Wereldoorlog in de Achttiendaagse Veldtocht en was later bij de verzetsbeweging. Tijdens zijn dienst leerde hij zijn vrouw Paule Van den Berg kennen en het paar huwde in 1919 waarna ze samen zeven kinderen kregen. In de jaren '20 had Charles een dokterspraktijk aan de kerk van Itegem in het Swaenhof (later het huis van Minnekes), maar vestigde zich na het overlijden van zijn vader Ovide in 1930 samen met zijn gezin in het familiekasteel in de Schoolstraat. Het huis kreeg daardoor in de volksmond de naam het Kasteel van Dokter Heyleke aangezien Charles' bijnaam Dokter Heyleke was. Hij liet in de jaren '30 een aanbouw toevoegen aan het huis waarin een nieuw eetsalon kwam, maar die paste qua uiterlijk niet bij het bestaande historische gedeelte waardoor het vervangen werd tijdens de restauratiewerken van 2020.
Charles hield zijn dokterspraktijk in het kasteel vanaf 1930 tot aan zijn overlijden in 1962, maar deed ook huisbezoeken zoals zijn oom Raphaël. Aanvankelijk deed hij die met een fiets en later zelfs met zijn Renault-auto, wat een unicum was in een plattelandsgemeente als Itegem. In tegenstelling tot Raphaël die een koetsier had, waren het Charles' zonen en hovenier die als chauffeur meegingen op huisbezoeken. Naast het houden van de dokterspraktijk en de huisbezoeken was Charles van 1921 tot 1946 ook arts voor Kinderheil, een Itegems comité dat zich ontfermde over de gezondheid van jonge kinderen. In de jaren '50 was hij schoolarts, waarbij de hygiëne van de kinderen voor hem van het allergrootste belang was.
Charles was actief in de Itegemse politiek en was voorzitter van de geuzenbeweging: eerst was hij schepen en gemeenteraadslid en later van 1947 tot en met 1952 was hij burgemeester. Na zijn dood heeft het huis bijna een decennium leeg gestaan waardoor het ettelijke keren te maken kreeg met krakers en diefstallen. Zo kwam er na drie generaties een einde aan een periode van 109 jaar waarin de familie Heylen het kasteel bewoonde. Deze familie Heylen is echter niet te verwarren met een andere familie Heylen uit Itegem, die gekend zijn omwille van de conservenfabriek l’Abeille die jarenlang een prominente industriële motor was van het dorp. 

## Dokter Raphaël Heylen

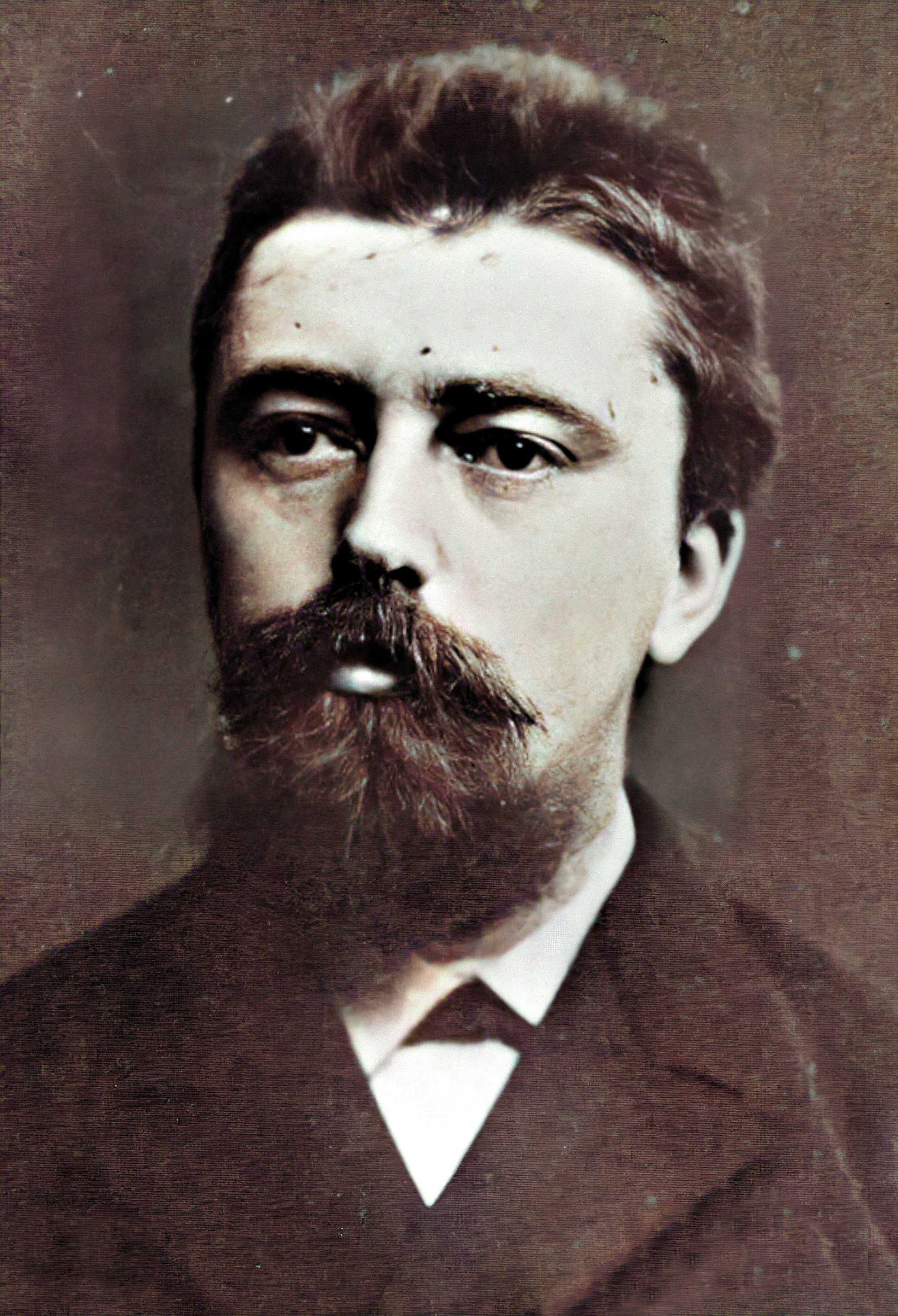
Dokter Raphaël Heylen (1856-1911) omstreeks 1885.

Over het dagelijkse werk van dokter Raphaël Heylen bestaat enige inkijk in de vorm van een consultatieboek uit 1900 waarin alle huisbezoeken werden geregistreerd. In het gedenkboek van de dokterskring van Heist-op-den-Berg (1908-1983) was dit een studieobject dat inzicht trachtte te geven in het dagelijkse leven van plattelandsdokters. Daaruit bleek dat ze slechts beperkte middelen hadden om hun patiënten mee te genezen waardoor verdovende middelen zoals heroïne en opium werden voorgeschreven. Ze maakten ook zelf hun eigen medicijnen op basis van chemische stoffen die bij chemiebedrijven besteld werden, maar hadden tevens een gamma aan andere middelen zoals vaseline om diverse klachten op te lossen.
Uit diverse memoires en bronnen van Heistse dokters blijkt dat ze vonden dat ze een zwaar leven leidden. Vaak hadden ze te kampen met grote hoeveelheden stress, konden ze patiënten niet optimaal verzorgen, liepen ze zelf een groot risico op besmetting en viel een thuispraktijk moeilijk te combineren met huisbezoeken. Dokter Raphaël Heylen deed die huisbezoeken in Heist en de randgemeenten met paard en kar en ’s winters zelfs via paard en slee. Als soelaas hadden de dokters kaartavonden onder elkaar waar ettelijke flessen wijn gekraakt werden. Raphaël werkte regelmatig samen met zijn Heistse collega-dokters door samen zwaardere medische ingrepen uit te voeren. Er was daarentegen wel conflict in de verzuilde maatschappij tussen katholieke en liberale dokters en patiënten. Zo werd Raphaël de dokter voor de burgemeester van Berlaar aangezien de plaatselijke dokter van Berlaar niet dezelfde politieke voorkeur had als de burgemeester.
Op 31 oktober 1908 werd op initiatief van Heistse dokter Medardus Brems samen met ettelijke Heistse dokters waaronder Raphaël Heylen het Syndicat Médical du Canton de Heyst-op-den-Berg opgericht. Het doel bestond er uit de collegialiteit te bevorderen en de belangen van het doktersberoep te verdedigen. Dit was het kiemzaadje dat later de baan zou vrijmaken voor andere dokterskringen en later ook Somedi.

## Kenmerken van het kasteel

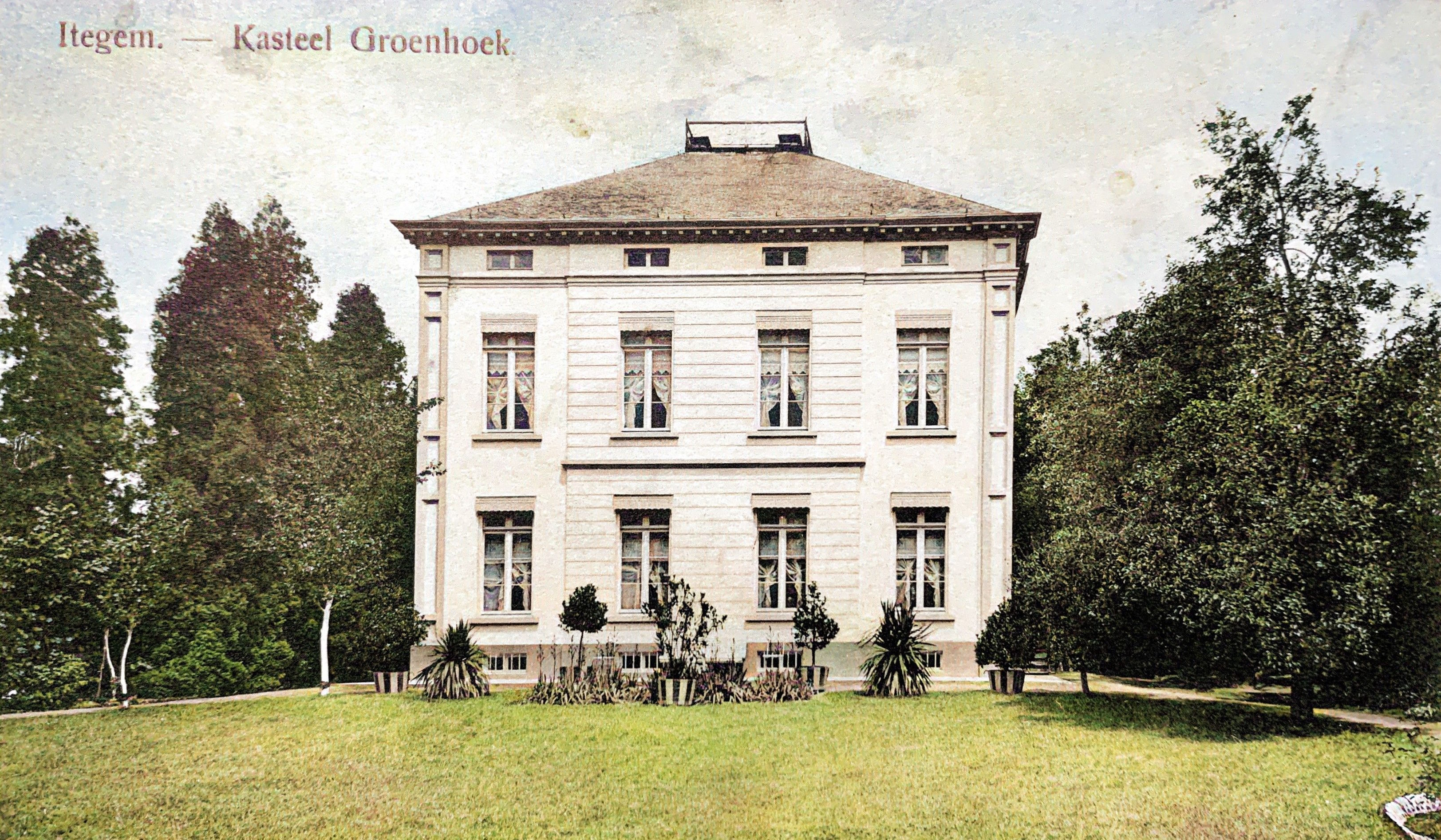
Postkaart van Kasteel Groenhoek, omstreeks Wereldoorlog I.

### Exterieur
Het kasteel werd in neoclassicistische stijl gebouwd, wat midden negentiende eeuw mode was. Het heeft enkele opvallende stijlelementen die het gebouw uniek maken. Zo bevindt de voordeur zich langs de oostgevel van het huis, hoewel het eerder gebruikelijk was om er een centraal sierelement van te maken in de voorgevel. De bepleisterde lijstgevels met strakke muurordonnantie bestaan uit twee bouwlagen met een mezzanino onder een klassieke kroonlijst. Een paar unieke geschilderde trompe l’oeil ramen bevinden zich in het midden van het mezzanino. De souterrain onder het huis is uitgevoerd in een plint uit arduin. De zuid- en oostgevel zijn voorzien van middenrisalieten met imitatie-banden die prestige en welvaart uitstralen. De vier hoekpilasters met verdiepte schachten zijn een uniek element en zorgen voor een cohesief en symmetrisch geheel. Langs de oostzijde van het gebouw is een dakkapel met een katrolsysteem dat eertijds diende om goederen tot op de stockage-zolder te hijsen. Langs de achterzijde van het huis bevond zich een achterdeur met een buitentrap voor de dienstmeiden.

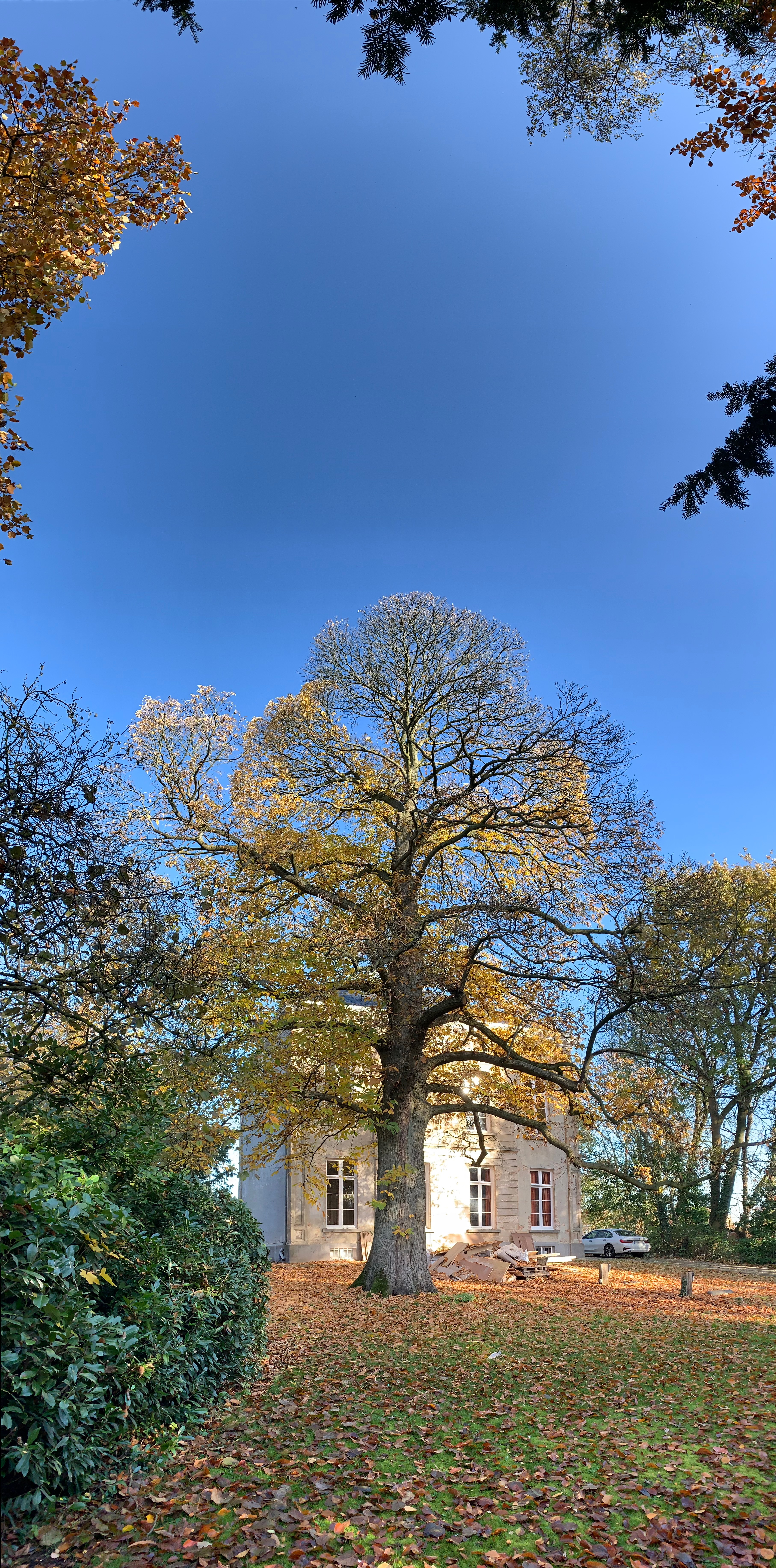
De tamme kastanjeboom in de voortuin van het kasteel tijdens de renovatiewerken in november 2019.

Langs de voor- en achtergevel van het huis waren aanvankelijk raamluiken aanwezig op het gelijkvloers. Omstreeks de Eerste Wereldoorlog werden ze vervangen door zonneschermen die zeer populair waren in de eerste helft van de twintigste eeuw, maar ook die verdwenen.
Langs de buitenkant bevindt zich een uiterst speciale kelderingang voor het dienstpersoneel, voorzien van opslagruimte. Die werd destijds gebruikt om kolen en hout op te slaan. Rondom de kelder van het kasteel bevindt zich een ondergrondse gang in de vorm van een halfboog-gewelf, die het huis vochtvrij en koel houdt. Er bevinden zich twee oude gemetste buiten-wc’s voor dienstmeiden, die niet meer in gebruik zijn. De kelderingang is uniek in zijn soort en bestaat nagenoeg nergens anders. 
Het huis is omringd door een Engelse tuin die onder andere een tamme kastanjeboom en een Liriodendron Tulpifera bevat. De monumentale kastanjeboom was oorspronkelijk klein aangeplant aan het halfcirkelvormig pad dat in de voortuin liep, maar groeide wild door gebrek aan onderhoud. Volgens Itegems heemkundige Francis Nauwelaerts is de kastanjeboom de oudste en de grootste van zijn soort in de gemeente. De Liriodendron Tulpifera is zeer zeldzaam in Vlaanderen en werd vermoedelijk aangeplant bij de aanleg van de tuin in het midden van de negentiende eeuw. De gracht en de serpentinevijver werden ten gevolge van de leegstand na het overlijden van dokter Charles Heylen in 1962 droog gelegd en de idyllische bruggen verdwenen. Zowel de toegangspoort en de gloriëtte aan de kant van de Schoolstraat als de Kerkstraat werden gestolen en het metselwerk werd gesloopt.
In zijn boek “Itegem in oude prentkaarten” beschreef de Itegemse heemkundige Emiel Buts het kasteel als volgt: “Een van de mooie Itegemse kastelen in de Beekstraat. Een mooie burchtgracht met prachtige bomen omheinde dit domein. Samen met stallingen en woning voor koetsier, drukte dit een soort middeleeuws stempel op dit stijlvolle kasteel in het centrum van Itegem."

### Interieur
Het kasteel is voorzien van een zeer grote kelder (of souterrain) die fungeerde als werkruimte van de dienstmeiden. Er was een keuken met een Leuvense stoof en een keukenlift die het eten naar het eetsalon op het gelijkvloers bracht. Een industriële waterpomp van circa 1920 die aangesloten was op de waterput voorzag de kelder van water. Dokter Heylen had in de kelder tevens een werkruimte om eigen medicatie te vervaardigen.
De classicistische inkomhal met zuilen was oorspronkelijk gemarmerd en diende bezoekers te imponeren. De salons op het gelijkvloers zijn rijk aan mooie stucplafonds in neoklassieke stijl, afgewerkt met bladgoud. De deuren zijn eveneens versierd met een handgeschilderd motief. In alle kamers bestaat de vloer uit zeer brede planken, wat een groot prestige uitstraalde. Het originele lijstwerk van de ramen bleef tevens bewaard en bevat langs de binnenzijde pompespagnoletten die gepatenteerd werden door Franciscus-Joannes Bouwens (1800-1865), de ontwerper van het kasteel. 
Een deel van de ruime zolder diende als slaapruimte voor de dienstmeiden die in het kasteel inwoonden. Het andere deel van de zolder werd gebruikt om goederen op te slaan waaronder het fruit afkomstig van de fruitbomen. In de stockage-zolder is het houten dakgebinte en een zeldzame lemen muur bewaard.
Door de aanwezigheid van talrijke originele elementen heeft het kasteel een grote erfgoedwaarde.